# 江刺郡
- 令制国一覧 > 東山道 > 陸中国 > 江刺郡
- 日本 > 東北地方 > 岩手県 > 江刺郡

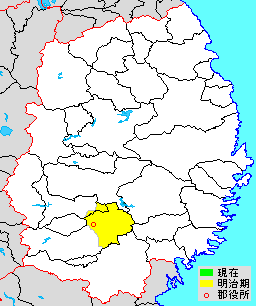
岩手県江刺郡の範囲

江刺郡（えさしぐん）は岩手県（陸奥国・陸中国）にあった郡。

## 郡域
明治11年（1878年）に行政区画として発足した当時の郡域は、下記の区域にあたる。
- 奥州市の一部（前沢生母を除く北上川以東）
- 北上市の一部（口内町・稲瀬町）

## 歴史

### 近代以前の沿革
- 802年（延暦21年）坂上田村麻呂は造胆沢城使として、胆沢城の造営を開始、同時に周辺地域の支配体制を確立。804年(延暦23年)に江刺・胆沢・磐井の「胆沢三郡」が成立した。10世紀、磐井郡は国府多賀城領に編入され、岩手・志和・稗抜・和賀・江刺・伊沢の「奥六郡」が成立した[1]。

### 近代以降の沿革
幕末時点では陸奥国に所属し、全域が仙台藩領であった。「旧高旧領取調帳」に記載されている明治初年時点に存在した村は以下の通り。（41村）
| 村名 | 所属代官区              | 所轄郡奉行 |
| --- | ----------------------- | ---------- |
| 片岡村・一関村・二関村・三関村・浅井村・石関村・石山村・伊手村・鶯沢村・歌書村・上門岡村・下門岡村・鴨沢村・軽石村・上口内村・下口内村・倉沢村・栗生沢村・黒石村・黒田助村・小池村・菅生村・高寺村・大田代村・小田代村・田茂山村・田谷村・次丸村・土谷村・角掛村・野手崎村・羽黒堂村・枛木田村・原体村・人首村・二子町村・増沢村・水押村・三照村・餅田村・横瀬村 | 岩谷堂代官所 （片岡村） | 奥郡奉行   |

- 明治元年
  - 9月24日（1868年11月8日） - 仙台藩主伊達慶邦が薩長軍に降伏。全領土62万石を没収される。
  - 12月7日（1869年1月19日）
    - 陸奥国が分割され、本郡は陸中国の所属となる。
    - 信濃松本藩取締地となり、花巻県を称する[2]。
- 明治2年8月18日（1869年9月23日） - 花巻県が江刺県に編入される。
- 明治4年
  - 11月2日（1871年12月13日） - 第1次府県統合により一関県の管轄となる。
  - 12月13日（1872年1月22日） - 一関県（第2次）が水沢県に改称。
- 明治8年（1875年）10月17日 - 以下の各村の統合が行われる。（15村）
  - 片岡村 ← 片岡村、増沢村、餅田村
  - 梁川村 ← 野手崎村、菅生村、栗生沢村
  - 広瀬村 ← 一関村、軽石村、鴨沢村、歌書村
  - 稲瀬村 ← 上門岡村、下門岡村、石関村、二関村、三関村
  - 福岡村 ← 上口内村、下口内村、小池村、水押村、枛木田村
  - 愛宕村 ← 高寺村、田谷村、二子町村
  - 羽田村 ← 羽黒堂村、田茂山村、黒田助村、鶯沢村
  - 田代村 ← 大田代村、小田代村
  - 石原村 ← 石山村、原体村、土谷村
  - 照沢村 ← 三照村、倉沢村
  - 玉里村 ← 次丸村、角掛村
  - 藤里村 ← 浅井村、横瀬村
  - 人首村は米里村に改称。
- 明治9年（1876年）4月18日 - 第2次府県統合により岩手県の管轄となる。
- 明治11年（1878年）11月26日 - 郡区町村編制法の岩手県での施行により、行政区画としての江刺郡が発足。「胆沢江刺郡役所」が胆沢郡塩竈村に設置され、同郡とともに管轄。

### 町村制以降の沿革

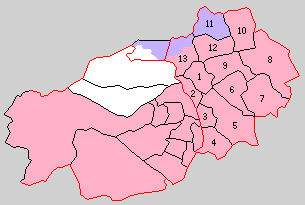
1.岩谷堂町 2.愛宕村 3.羽田村 4.黒石村 5.田原村 6.藤里村 7.伊手村 8.米里村 9.玉里村 10.梁川村 11.福岡村 12.広瀬村 13.稲瀬村（赤：奥州市 紫：北上市）

- 明治22年（1889年）4月1日 - 町村制の施行により、以下の町村が発足。特記以外は全域が現・奥州市。（1町12村）

  - 岩谷堂町（片岡村が単独町制）
  - 愛宕村、羽田村、黒石村（それぞれ単独村制）
  - 田原村 ← 田代村、石原村
  - 藤里村、伊手村、米里村、玉里村、梁川村（それぞれ単独村制）
  - 福岡村（単独村制。現・北上市）
  - 広瀬村 ← 広瀬村、稲瀬村［二関・三関］
  - 稲瀬村 ← 照沢村（現・奥州市）、稲瀬村［上門岡・下門岡（現・北上市、奥州市）・石関（現・奥州市）］
- 明治30年（1897年）4月1日 - 郡制を施行。郡役所が岩谷堂町に設置。
- 大正12年（1923年）4月1日 - 郡会が廃止。郡役所は存続。
- 大正15年（1926年）7月1日 - 郡役所が廃止。以降は地域区分名称となる。
- 昭和17年（1942年）7月1日 - 「胆江地方事務所」が胆沢郡水沢町に設置され、同郡とともに管轄。
- 昭和29年（1954年）4月1日（1町9村）
  - 黒石村・羽田村が胆沢郡水沢町・姉体村・真城村・佐倉河村と合併して水沢市が発足し、郡より離脱。
  - 福岡村が和賀郡黒沢尻町・飯豊村・鬼柳村・更木村・二子村、胆沢郡相去村と合併して北上市が発足し、郡より離脱。
- 昭和30年（1955年）
  - 2月10日 - 岩谷堂町・伊手村・稲瀬村・愛宕村・玉里村・田原村・広瀬村・藤里村・梁川村・米里村が合併して江刺町が発足。（1町）
  - 7月10日 - 江刺町の一部（稲瀬のうち旧下門岡村12字、旧上門岡村3字、227世帯、1425人、666町歩余）が北上市に編入。
- 昭和33年（1958年）11月3日 - 江刺町が市制施行して江刺市となる。同日江刺郡消滅。岩手県内では明治29年（1896年）の郡の再編以来、初の郡消滅となった。

### 変遷表
| 藩政期   | 藩政期   | 明治8年 | 明治22年 4月1日 町村制施行 | 明治22年 - 大正15年 | 昭和元年 - 昭和64年    | 昭和元年 - 昭和64年          | 平成元年 - 現在        | 現在   |
| -------- | -------- | ------- | -------------------------- | ------------------- | ---------------------- | ---------------------------- | ---------------------- | ------ |
| 片岡村   | 片岡村   | 片岡村  | 岩谷堂町                   | 岩谷堂町            | 昭和30年2月10日 江刺町 | 昭和33年11月3日 市制 江刺市  | 平成18年2月20日 奥州市 | 奥州市 |
| 増沢村   |          | 片岡村  | 岩谷堂町                   | 岩谷堂町            | 昭和30年2月10日 江刺町 | 昭和33年11月3日 市制 江刺市  | 平成18年2月20日 奥州市 | 奥州市 |
| 餅田村   |          | 片岡村  | 岩谷堂町                   | 岩谷堂町            | 昭和30年2月10日 江刺町 | 昭和33年11月3日 市制 江刺市  | 平成18年2月20日 奥州市 | 奥州市 |
| 歌書村   | 歌書村   | 広瀬村  | 広瀬村                     | 広瀬村              | 昭和30年2月10日 江刺町 | 昭和33年11月3日 市制 江刺市  | 平成18年2月20日 奥州市 | 奥州市 |
| 鴨沢村   |          | 広瀬村  | 広瀬村                     | 広瀬村              | 昭和30年2月10日 江刺町 | 昭和33年11月3日 市制 江刺市  | 平成18年2月20日 奥州市 | 奥州市 |
| 軽石村   |          | 広瀬村  | 広瀬村                     | 広瀬村              | 昭和30年2月10日 江刺町 | 昭和33年11月3日 市制 江刺市  | 平成18年2月20日 奥州市 | 奥州市 |
| 一関村   |          | 広瀬村  | 広瀬村                     | 広瀬村              | 昭和30年2月10日 江刺町 | 昭和33年11月3日 市制 江刺市  | 平成18年2月20日 奥州市 | 奥州市 |
| 二関村   | 二関村   | 稲瀬村  | 広瀬村                     | 広瀬村              | 昭和30年2月10日 江刺町 | 昭和33年11月3日 市制 江刺市  | 平成18年2月20日 奥州市 | 奥州市 |
| 三関村   |          | 稲瀬村  | 広瀬村                     | 広瀬村              | 昭和30年2月10日 江刺町 | 昭和33年11月3日 市制 江刺市  | 平成18年2月20日 奥州市 | 奥州市 |
| 上門岡村 | 一部     | 稲瀬村  | 稲瀬村                     | 稲瀬村              | 昭和30年2月10日 江刺町 | 昭和33年11月3日 市制 江刺市  | 平成18年2月20日 奥州市 | 奥州市 |
| 上門岡村 | 一部     | 稲瀬村  | 稲瀬村                     | 稲瀬村              | 昭和30年2月10日 江刺町 | 昭和30年7月10日 北上市に編入 | 平成3年4月1日 北上市   | 北上市 |
| 下門岡村 | 一部     | 稲瀬村  | 稲瀬村                     | 稲瀬村              | 昭和30年2月10日 江刺町 | 昭和30年7月10日 北上市に編入 | 平成3年4月1日 北上市   | 北上市 |
| 下門岡村 | 一部     | 稲瀬村  | 稲瀬村                     | 稲瀬村              | 昭和30年2月10日 江刺町 | 昭和33年11月3日 市制 江刺市  | 平成18年2月20日 奥州市 | 奥州市 |
| 石関村   |          | 稲瀬村  | 稲瀬村                     | 稲瀬村              | 昭和30年2月10日 江刺町 | 昭和33年11月3日 市制 江刺市  | 平成18年2月20日 奥州市 | 奥州市 |
| 三照村   | 三照村   | 照沢村  | 稲瀬村                     | 稲瀬村              | 昭和30年2月10日 江刺町 | 昭和33年11月3日 市制 江刺市  | 平成18年2月20日 奥州市 | 奥州市 |
| 倉沢村   |          | 照沢村  | 稲瀬村                     | 稲瀬村              | 昭和30年2月10日 江刺町 | 昭和33年11月3日 市制 江刺市  | 平成18年2月20日 奥州市 | 奥州市 |
| 伊手村   | 伊手村   | 伊手村  | 伊手村                     | 伊手村              | 昭和30年2月10日 江刺町 | 昭和33年11月3日 市制 江刺市  | 平成18年2月20日 奥州市 | 奥州市 |
| 高寺村   | 高寺村   | 愛宕村  | 愛宕村                     | 愛宕村              | 昭和30年2月10日 江刺町 | 昭和33年11月3日 市制 江刺市  | 平成18年2月20日 奥州市 | 奥州市 |
| 田谷村   |          | 愛宕村  | 愛宕村                     | 愛宕村              | 昭和30年2月10日 江刺町 | 昭和33年11月3日 市制 江刺市  | 平成18年2月20日 奥州市 | 奥州市 |
| 二子町村 |          | 愛宕村  | 愛宕村                     | 愛宕村              | 昭和30年2月10日 江刺町 | 昭和33年11月3日 市制 江刺市  | 平成18年2月20日 奥州市 | 奥州市 |
| 次丸村   | 次丸村   | 玉里村  | 玉里村                     | 玉里村              | 昭和30年2月10日 江刺町 | 昭和33年11月3日 市制 江刺市  | 平成18年2月20日 奥州市 | 奥州市 |
| 角掛村   |          | 玉里村  | 玉里村                     | 玉里村              | 昭和30年2月10日 江刺町 | 昭和33年11月3日 市制 江刺市  | 平成18年2月20日 奥州市 | 奥州市 |
| 大田代村 | 大田代村 | 田代村  | 田原村                     | 田原村              | 昭和30年2月10日 江刺町 | 昭和33年11月3日 市制 江刺市  | 平成18年2月20日 奥州市 | 奥州市 |
| 小田代村 |          | 田代村  | 田原村                     | 田原村              | 昭和30年2月10日 江刺町 | 昭和33年11月3日 市制 江刺市  | 平成18年2月20日 奥州市 | 奥州市 |
| 石山村   | 石山村   | 石原村  | 田原村                     | 田原村              | 昭和30年2月10日 江刺町 | 昭和33年11月3日 市制 江刺市  | 平成18年2月20日 奥州市 | 奥州市 |
| 原体村   |          | 石原村  | 田原村                     | 田原村              | 昭和30年2月10日 江刺町 | 昭和33年11月3日 市制 江刺市  | 平成18年2月20日 奥州市 | 奥州市 |
| 土谷村   |          | 石原村  | 田原村                     | 田原村              | 昭和30年2月10日 江刺町 | 昭和33年11月3日 市制 江刺市  | 平成18年2月20日 奥州市 | 奥州市 |
| 浅井村   | 浅井村   | 藤里村  | 藤里村                     | 藤里村              | 昭和30年2月10日 江刺町 | 昭和33年11月3日 市制 江刺市  | 平成18年2月20日 奥州市 | 奥州市 |
| 横瀬村   |          | 藤里村  | 藤里村                     | 藤里村              | 昭和30年2月10日 江刺町 | 昭和33年11月3日 市制 江刺市  | 平成18年2月20日 奥州市 | 奥州市 |
| 野手崎村 | 野手崎村 | 梁川村  | 梁川村                     | 梁川村              | 昭和30年2月10日 江刺町 | 昭和33年11月3日 市制 江刺市  | 平成18年2月20日 奥州市 | 奥州市 |
| 栗生沢村 |          | 梁川村  | 梁川村                     | 梁川村              | 昭和30年2月10日 江刺町 | 昭和33年11月3日 市制 江刺市  | 平成18年2月20日 奥州市 | 奥州市 |
| 菅生村   |          | 梁川村  | 梁川村                     | 梁川村              | 昭和30年2月10日 江刺町 | 昭和33年11月3日 市制 江刺市  | 平成18年2月20日 奥州市 | 奥州市 |
| 人首村   | 人首村   | 米里村  | 米里村                     | 米里村              | 昭和30年2月10日 江刺町 | 昭和33年11月3日 市制 江刺市  | 平成18年2月20日 奥州市 | 奥州市 |
| 黒石村   | 黒石村   | 黒石村  | 黒石村                     | 黒石村              | 昭和29年4月1日 水沢市  | 昭和29年4月1日 水沢市        | 平成18年2月20日 奥州市 | 奥州市 |
| 羽黒堂村 | 羽黒堂村 | 羽田村  | 羽田村                     | 羽田村              | 昭和29年4月1日 水沢市  | 昭和29年4月1日 水沢市        | 平成18年2月20日 奥州市 | 奥州市 |
| 田茂山村 |          | 羽田村  | 羽田村                     | 羽田村              | 昭和29年4月1日 水沢市  | 昭和29年4月1日 水沢市        | 平成18年2月20日 奥州市 | 奥州市 |
| 鶯沢村   |          | 羽田村  | 羽田村                     | 羽田村              | 昭和29年4月1日 水沢市  | 昭和29年4月1日 水沢市        | 平成18年2月20日 奥州市 | 奥州市 |
| 黒田助村 |          | 羽田村  | 羽田村                     | 羽田村              | 昭和29年4月1日 水沢市  | 昭和29年4月1日 水沢市        | 平成18年2月20日 奥州市 | 奥州市 |
| 上口内村 | 上口内村 | 福岡村  | 福岡村                     | 福岡村              | 昭和29年4月1日 北上市  | 昭和29年4月1日 北上市        | 平成3年4月1日 北上市   | 北上市 |
| 下口内村 |          | 福岡村  | 福岡村                     | 福岡村              | 昭和29年4月1日 北上市  | 昭和29年4月1日 北上市        | 平成3年4月1日 北上市   | 北上市 |
| 枛木田村 |          | 福岡村  | 福岡村                     | 福岡村              | 昭和29年4月1日 北上市  | 昭和29年4月1日 北上市        | 平成3年4月1日 北上市   | 北上市 |
| 小池村   |          | 福岡村  | 福岡村                     | 福岡村              | 昭和29年4月1日 北上市  | 昭和29年4月1日 北上市        | 平成3年4月1日 北上市   | 北上市 |
| 水押村   |          | 福岡村  | 福岡村                     | 福岡村              | 昭和29年4月1日 北上市  | 昭和29年4月1日 北上市        | 平成3年4月1日 北上市   | 北上市 |

## 行政
胆沢・江刺郡長
| 代 | 氏名     | 就任年月日                 | 退任年月日                 | 備考                |
| -- | -------- | -------------------------- | -------------------------- | ------------------- |
| 1  | 出納貞武 | 明治12年（1879年）1月28日  | 明治13年（1880年）8月21日  |                     |
| 2  | 直江兼重 | 明治13年（1880年）10月23日 | 明治14年（1881年）10月6日  |                     |
| 3  | 板垣四郎 | 明治14年（1881年）10月7日  | 明治18年（1885年）12月26日 |                     |
| 4  | 下田栄光 | 明治19年（1886年）8月25日  | 明治27年（1894年）3月21日  |                     |
| 5  | 鈴木愿治 | 明治27年（1894年）3月22日  | 明治30年（1897年）3月31日  | 廃官 胆沢郡長へ転任 |

江刺郡長
| 代 | 氏名         | 就任年月日                 | 退任年月日                 | 備考                   |
| -- | ------------ | -------------------------- | -------------------------- | ---------------------- |
| 1  | 板垣征徳     | 明治30年（1897年）4月1日   | 明治33年（1900年）4月21日  |                        |
| 2  | 石塚昇       | 明治33年（1900年）4月21日  | 明治34年（1901年）8月21日  |                        |
| 3  | 小野茂理     | 明治34年（1901年）8月30日  | 明治35年（1902年）4月22日  |                        |
| 4  | 加賀美安之助 | 明治35年（1902年）4月22日  | 明治37年（1904年）1月29日  |                        |
| 5  | 沢田専吉     | 明治37年（1904年）2月17日  | 明治39年（1906年）9月29日  |                        |
| 6  | 関定孝       | 明治39年（1906年）9月29日  | 明治41年（1908年）1月24日  |                        |
| 7  | 岩崎亀太郎   | 明治41年（1908年）1月24日  | 明治43年（1910年）10月20日 |                        |
| 8  | 斎藤行三     | 明治43年（1910年）10月20日 | 大正元年（1912年）12月10日 |                        |
| 9  | 大塚順吉     | 大正元年（1912年）12月10日 | 大正3年（1924年）2月12日   |                        |
| 10 | 石川発盛     | 大正3年（1924年）2月12日   | 大正6年（1917年）10月30日  |                        |
| 11 | 平野喜平     | 大正6年（1917年）10月30日  | 大正8年（1919年）11月17日  |                        |
| 12 | 宮川恭一     | 大正8年（1919年）11月17日  | 大正9年（1920年）12月4日   |                        |
| 13 | 笹井初之進   | 大正9年（1920年）12月4日   | 大正12年（1923年）2月23日  |                        |
| 14 | 坪松唯三郎   | 大正12年（1923年）2月23日  | 大正13年（1924年）12月16日 | 任期途中、郡会廃止     |
| 15 | 黒沢喜一郎   | 大正13年（1924年）12月16日 | 大正15年（1926年）6月30日  | 郡役所廃止により、廃官 |